# Берно из Райхенау
Бе́рно из Ра́йхенау (нем. Berno von Reichenau, лат. Berno Augiensis; ок. 978 — 7 июня 1048, Райхенау) — средневековый учёный, церковный писатель, теоретик музыки. Монах-бенедиктинец, аббат монастыря Райхенау в 1008—1048 годах.

## Очерк жизни и творчества
Место рождения Берно неизвестно (возможно, был родом из Лотарингии). Ребёнком был отдан в монастырь Прюма, принял монашеский постриг в монастыре Флёри во Франции, позже хиротонисан аббатом Аббоном. В 1008 году стал аббатом в германском бенедиктинском монастыре Райхенау. На этом посту сочетал строгость в реформировании церковного обихода (продолжив дело своего предшественника Иммона) с покровительством наукам и искусствам. Трижды Берно ездил в Италию: в 1014 году в Рим на коронацию Генриха II, в 1022 году — в знаменитый монастырь Монтекассино, в 1027 году — снова в Рим на коронацию Конрада II.
Наряду со своим учеником Германом Расслабленным Берно считается одним из самых просвещённых монахов своего времени. Он написал ряд тематически разнообразных трудов по теологии, литургике (трактат «De quibusdam rebus ad missae officium pertinentibus»), компутистике, составил обширное житие святого Ульриха Аугсбургского. Как теоретик музыки, проявил себя в небольшом трактате о церковных ладах («De consona tonorum diversitate», после 1021 года). Кроме того, в рамках реформирования певческого обихода в Райхенау Берно составил новый тонарий с обширным научно-дидактическим прологом (после 1021 года). Ему, возможно, также принадлежит трактат о мензурировании монохорда («De mensurando monochordo»; по другим сведениям, был составлен анонимным автором около 1100 года). Сохранились многие письма Берна к германским королям Генриху II и Генриху III, которым он был близок.
Берно из Райхенау похоронен на почётном месте (перед алтарём Марка) в монастыре Райхенау (могила сохранилась).

## Берно-музыкант
Согласно старинной санкт-галленской рукописи (CH-SGs 898) Берно — автор поэтических текстов и мелодий трёх гимнов, тропа на праздник Богоявления, трёх секвенций, а также двух новых оффициев, св. Ульриха и св. Мейнрада.
Наиболее значительный из теоретических трудов Берно — «Музыка, или Пролог к тонарию» — выходит за рамки инструктивного пособия и фактически представляет собой компендий музыкально-теоретического учения о церковной монодии. Пересказав устройство звуковой системы (в данном случае Полной системы греков, по Боэцию), Берно рассматривает механизм звукоизвлечения у человека, выделяя 5 его агентов:
- язык (plectro linguae)
- зубы (pulsu quatuor dentium)
- губы (repercussione duorum labiorum in modum cymbalorum)
- горло (cavitate gutturis)
- лёгкие (adiutorio pulmonis).

Список употребительных в пении мелодических интервалов (в оригинальных терминах — «модусов», modi) наряду с обычными для тогдашней науки интервалами включает также тритон, при этом унисон «модусом» не считается. Всего «модусов» девять: полутон, целый тон, полудитон, дитон, тритон, кварта, квинта, малая секста и большая секста. Гармонические интервалы кварта, квинта и октава (с октавными дублировками) по традиции называются «консонансами» (consonantiae), однако реализацию их в музыке Берно не расписывает, лишь вскользь упоминая о «роде пения, который обычно называют органумом» (cantandi genus, quod consuete dicitur organizare).
В центре музыкально-теоретического учения Берно — монодические григорианские лады. Значительное внимание здесь уделено видам первых консонансов (species) — кварты, квинты и октавы, которые Берно подаёт как структурообразующие элементы ладов. При этом сохраняют значение и традиционные мелодические формулы (noeane), они «облегчают невежественному певцу путь познания» [лада]. Учёный также рассматривает проблему транспозиции, одну из самых острых и мучительных проблем модальной монодии вообще. В этой связи он вводит понятие «среднего тона» (medius tonus), то есть не относящегося ни к автентическому, ни к плагальному наклонению.
Важно, что все примеры употребления эммелических интервалов и ладов (как регулярных, так и нерегулярных) Берно сопровождает многочисленными ссылками на конкретные распевы, что́ ясно указывает на практический фундамент его теории. Например, упоминая тритон, Берно ссылается на респонсорий «Jam corpus eius» (CAO 7029), где тритон случается в распеве фразы «Pater feminam nescit».
Основными учёными авторитетами для Берно служат Боэций и великие греки (в пересказе того же Боэция). Влияния Гвидо Аретинского у Берно не обнаруживается (у Германа, ученика Берно, такое влияние уже заметно). Для обозначения ступеней звукоряда Берно пользуется как устаревшими именами ступеней Полной системы (например, «гипата низших»), так и буквами латинского алфавита явно итальянского происхождения (в диапазоне от A до aa, с двумя вариантами b/h).

## Издания и литература
- Oesch H. Berno und Hermann von Reichenau als Musiktheoretiker. Bern, 1961.
- Schmale F.-J. Die Briefe des Abtes Bern von Reichenau. Stuttgart, 1961.
- Bernonis Augiensis abbatis de arte musica disputationes traditae, ed. J. Smits van Waesberghe // Divitiae musicae artis A.VIa. Buren, 1978 [издание трактата «De mensurando monochordo», с комментариями]
- Rausch A. Die Musiktraktate des Abtes Bern von Reichenau. Tutzing, 1999.
- Warburton J. Questions of attribution and chronology in three medieval texts on species theory // Music Theory Spectrum 22 (2000), p. 225-235.
- Gushee L., Pesce D. Berno of Reichenau // The New Grove Dictionary of Music and Musicians. New York; London, 2001.
- Atkinson Ch. The critical nexus. Tone-System, mode and notation in early medieval music. Oxford, 2009 (особенно глава 6).